# Ungok
Ungok (tiếng Triều Tiên: 운곡지구, Ungok-chigu, Hán Việt: Vân Cốc) là một địa khu của tỉnh Pyongan Nam tại Cộng hòa Dân chủ Nhân dân Triều Tiên. Tukchang trở thành một đơn vị hành chính riêng biệt khi tách khỏi Anju vào năm 1997. Địa khu được chia thành 1 khu lao động và 8 xã. Ga Ungok nằm trên tuyến đường sắt Pyongra.